# 土耳其櫟
土耳其櫟（學名：Quercus cerris）是一種原産於東南歐和小亞細亞的橡樹，是櫟屬下Cerris的模式種。

## 描述

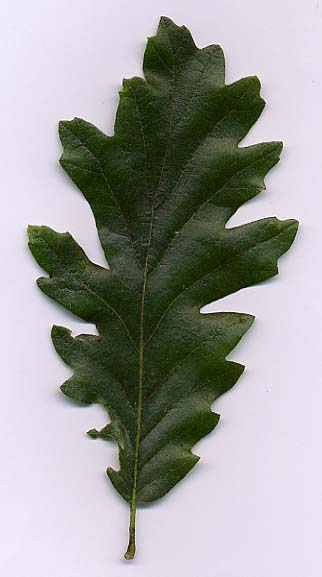
土耳其櫟的葉子

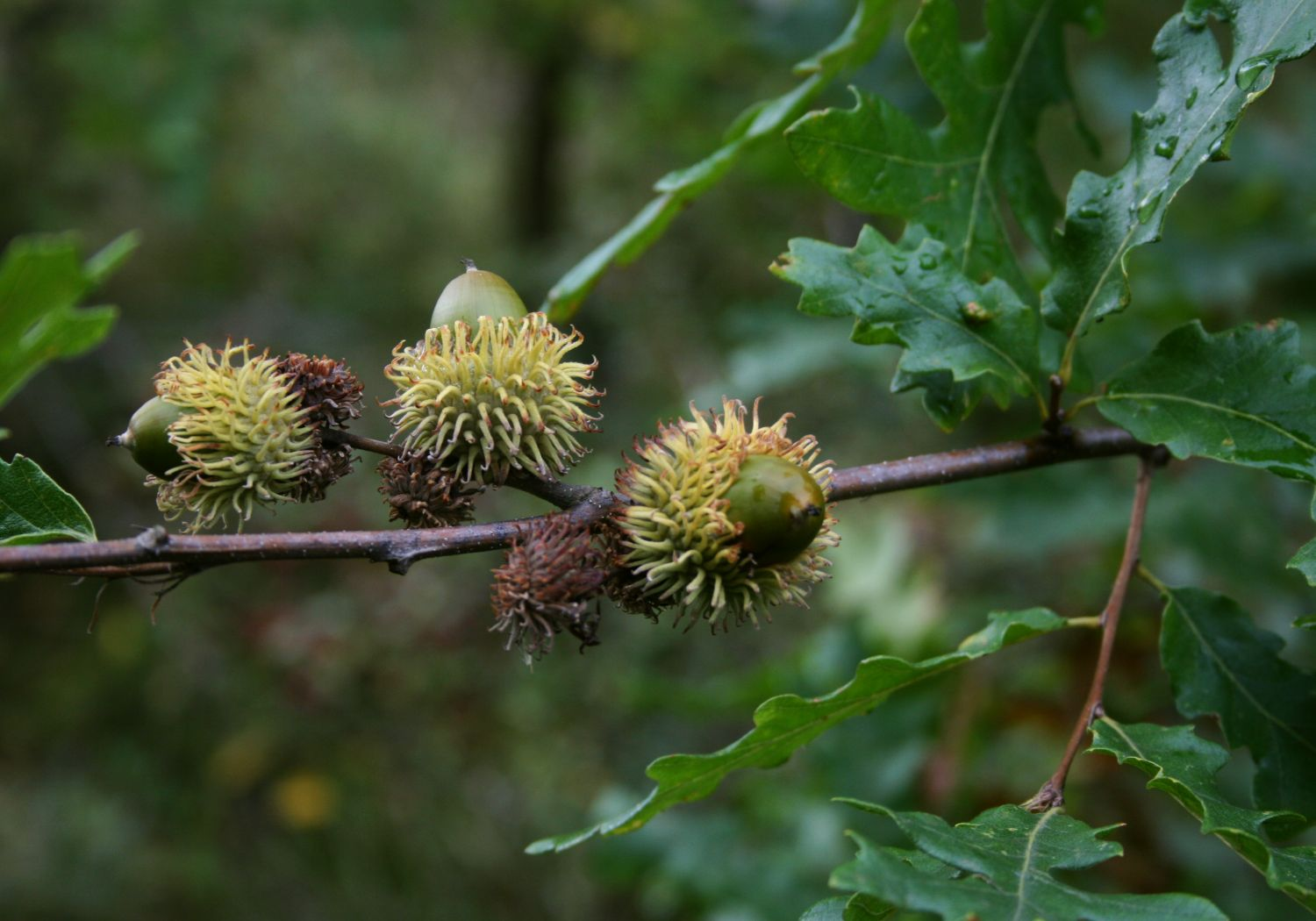
橡子

土耳其櫟是一種大型落葉喬木，高度可達25—40（82—131英尺），直徑可達2（6英尺7英寸），樹皮深灰色有深深的溝痕。成熟的土耳其櫟底部樹皮發黃。葉子光滑，長達7—14（2.8—5.5英寸），寬3—5（1.2—2.0英寸），每側有6-12個葉裂，不一定很對稱。
其花為風媒葇荑花序，在授粉後18個月成熟。橡子長達2.5—4（0.98—1.57英寸），寬約2（0.79英寸），底部黃色漸變為頂部棕綠色，覆蓋有4—8（0.16—0.31英寸）的絨毛。橡子很苦，但是是松鶏、鴿子和松鼠的食物。
這種樹上常棲息有癭蜂Andricus quercuscalicis，但是其對英國的橡樹卻有危害。

## 用途
土耳其櫟在大約120,000年前就進入了北歐和不列顛，18世紀再次引入英國。其櫟癭是鳥類的食物。
土耳其櫟廣泛種植於歐洲各地，生長速度相對其他樹種更快，因此常被用作觀賞樹木。

## 雜交
土耳其櫟與栓皮櫟（Q. suber）雜交產生Q. × crenata Lam.。在野生環境下也可以看到，有明顯的雜種優勢。